# Roxy Theatre

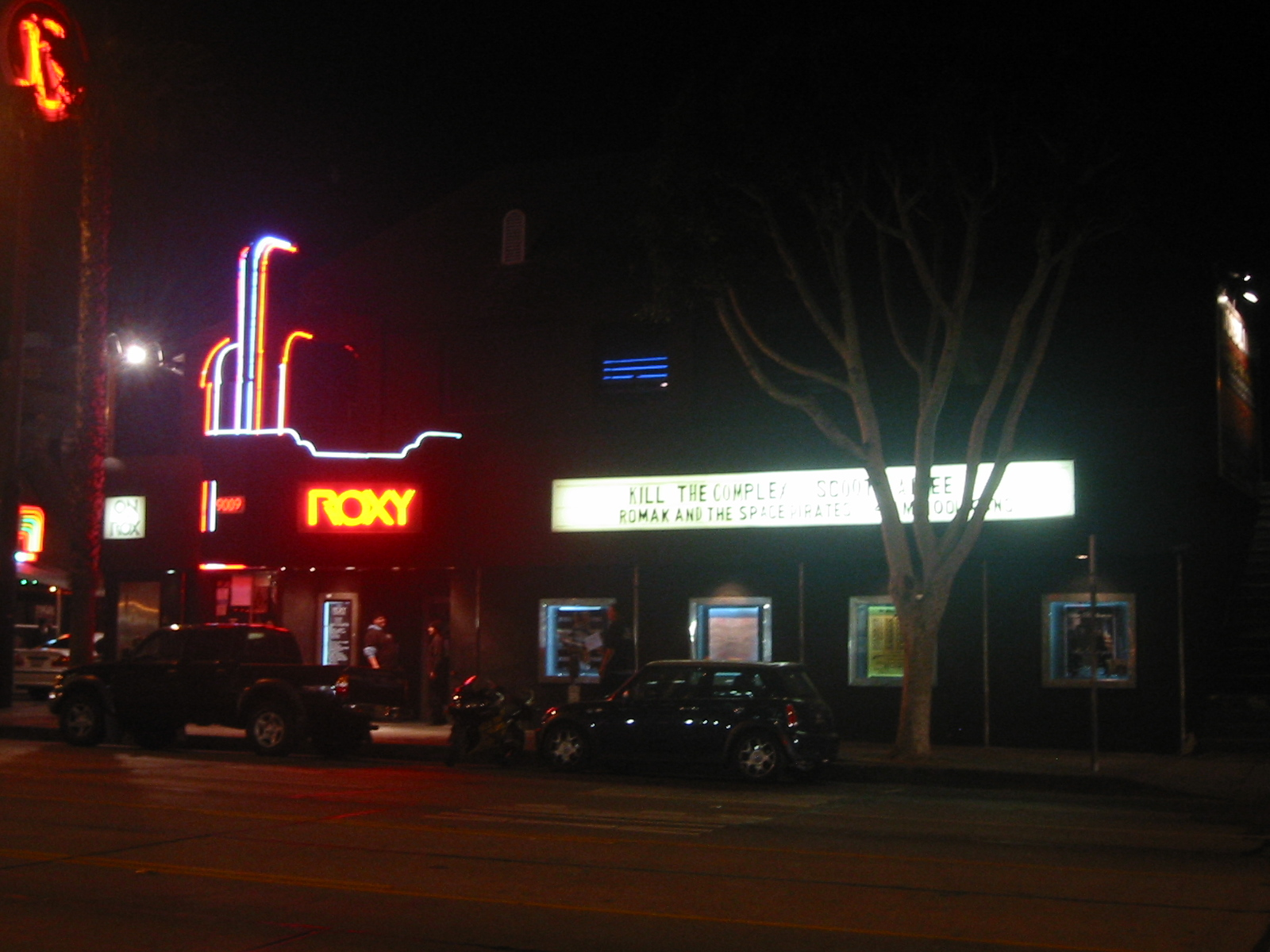
Roxy Theatre na Sunset Strip.

O Roxy Theatre (ou simplesmente The Roxy) é uma boate na Sunset Strip em West Hollywood, Califórnia, de propriedade de Lou Adler e de seu filho Nic. Está localizada em 9009, Sunset Blvd.